# House Flipper
House Flipper è un videogioco di simulazione sviluppato da Empyrean Games e pubblicato dalla Playway S.A. attraverso la piattaforma digitale di Steam. È stato pubblicato il 17 maggio 2018, ed è diventato un best seller durante le prime settimane di lancio. Il 25 febbraio 2020 il videogioco è stato pubblicato per PlayStation 4, mentre il 26 febbraio uscì per Xbox One.
Il 22 ottobre 2020 è stata pubblicata anche la versione mobile per iOS e Android, scaricabile gratuitamente ma con l'intero gioco sbloccabile solo dopo microtransazioni interne.

## Modalità di gioco
Il gioco prevede la ristrutturazione di alcune proprietà al fine di totalizzare un profitto. Le attività che possono essere eseguite durante la ristrutturazione di una casa comprendono: la verniciatura, posizionare le piastrelle, la pulizia, le installazioni di impianti elettrici e meccanici e infine la demolizione di parti usurate e danneggiate. Nel corso del gioco, è possibile accumulare dei punti da spendere nell'albero delle abilità, al fine di incrementare ad esempio: la velocità delle operazioni di ristrutturazione, di verniciatura e sbloccare nuovi strumenti e oggetti.

## Contenuti scaricabili
Il 17 maggio 2018, insieme all'uscita del gioco base, è stato pubblicato un DLC gratuito intitolato Apocalypse Flipper.
Il 16 maggio 2019  è stato pubblicato un DLC a pagamento intitolato Garden Flipper. Esso permette al giocatore di ristrutturare gli ambienti esterni, come i giardini. Il giocatore può partecipare ad alcune competizioni di giardinaggio, dove verrà giudicato l'operato, in cambio di un punteggio. La proprietà potrà essere venduta ad un prezzo più elevato, a seconda del punteggio che è stato raggiunto riguardo al giardinaggio.
Il 14 maggio 2020 è stato pubblicato un DLC a pagamento intitolato House Flipper - HGTV DLC. Esso aggiunge nuovi lavori, oggetti, meccaniche di gioco e nuove case che possono essere acquistate. Per accedere a questi nuovi contenuti, il giocatore dovrà prima completare alcuni incarichi.
Il 14 ottobre 2021 è stato pubblicato Luxury Flipper, ulteriore DLC, dedicato questa volta alle case di lusso, che aggiunge diversi nuovi incarichi, proprietà e nuove meccaniche di gioco.
Il 12 maggio 2022 è stato pubblicato Pets, il DLC sugli animali domestici.
Il 13 aprile 2023 è stato pubblicato Farm Flipper, il DLC dedicato alle fattorie e all'agricoltura. Viene implementata la possibilità di costruire nuovi edifici e di espandere quelli precedentemente esistenti.
Il 26 novembre 2024 è è stato pubblicato Dine out,  il DLC dedicato alla ristorazione. Prevede anche la possibilità di affittare delle proprietà.

## Sequel
Un seguito, House Flipper 2, è stato annunciato per il 2023.